# بن علي يلدرم
بن علي يلدرم أو بينالي يلدريم (بالتركية: Binali Yıldırım) (ولد عام 1955 في أرزينجان-) سياسي تركي من عائلة كردية، رئيس الدورة الثامنة والعشرين للبرلمان التركي منذ 12 يوليو 2018 وحتى 19 فبراير 2019، وآخر رئيس وزراء تركي منذ 22 مايو 2016 وحتى يوليو 2018، والرئيس السابق لحزب العدالة والتنمية التركي الحاكم وأحد مؤسسيه وقادته. خدم وزيرًا للنقل منذ العام 2002 وحتى العام 2013 ومن ثم تولى الوزراة مرة أخرى في الفترة من نوفمبر 2015 إلى مايو 2016. إلى أن انتُخِبَ رئيسًا لحزب العدالة والتنمية وبالتالي رئيسًا للوزراء، وفي مايو 2017 وبعد التعديلات الدستورية التي أصبح بموجبها مسموح لرئيس الدولة بالانتماء لأي لحزب سياسي أعيد انتخاب أردوغان رئيسًا للحزب واستمر يلدرم في منصبه رئيسًا للوزراء ال27 حتى الانتخابات الرئاسية التي ألغي إثرها منصب رئيس الوزراء بموجب التعديلات الدستورية الأخيرة. وهو متخصص في الهندسة والملاحة البحرية، وأشرف على العديد من مشاريع البنى التحتية والنقل البحري.

## النشأة والعائلة
ولد بن علي يلدريم في قرية «قايي» التابعة لمنطقة رفاهية بولاية أرزينجان شمال شرقي البلاد، في 20 ديسمبر/كانون أول عام 1955، من أب يحمل اسم دورسون، وأم تحمل اسم باهار، ولديه 6 إخوة.
وفقد يلدريم والدته عندما كان في السادسة عشر من العمر، وكان يستمتع بالتنزه في البساتين والنظر إلى الطائرات التي تعبر من فوقه.
انتقل يلدريم إلى مدينة إسطنبول في طفولته، وأنهى المرحلة الإعدادية في مدرسة «بيري ريس»، عام 1970، فيما أتمّ المرحلة الثانوية في ثانوية «قاسم باشا» عام 1973، وتزوج من المدرّسة سميحة يلدرم، عام 1975، ولديه 3 أولاد (بولنت، أرقم، بشرى)، وأدّى الخدمة العسكرية عامي 1980/ 1981.

## التعليم
درس العمارة البحرية وهندسة المحيطات في جامعة إسطنبول التقنية، وحصل عام 1991 على درجة الدكتوراة التخصصية من المنظمة البحرية الدولية التابعة للأمم المتحدة، وبعد تخرجه، عمل مديرا عاما لشركة إسطنبول للعبارات السريعة من 1994 حتى 2000 عندما كان رئيس الوزراء التركي رجب طيب إردوغان يترأس بلدية إسطنبول.
تخصص في الهندسة والملاحة البحرية، وأشرف على العديد من مشاريع البنى التحتية والنقل البحري، وتولى وزارة المواصلات في جميع حكومات حزب العدالة والتنمية منذ 2002 وحتى 2016، باستثناء الفترة من 2013 إلى 2015.

## الحياة السياسية

### عضو البرلمان
أصبح نائبًا في البرلمان لحزب العدالة والتنمية عن إسطنبول ثم نائبًا عن مسقط رأسه أرزنجان في الدورة 23، ثم نائبًا عن إزمير في دورتين 24 و26، ترشح لمنصب رئاسة بلدية إزمير عام 2014، لكنه حل في المرتبة الثانية بنسبة أصوات 36%.

### وزارة النقل
في ولايته لوزارة النقل أدخلت تركيا القطار فائق السرعة بين أنقرة-أسكي شهر وأنقرة-قونية وخط آخر تحت الإنشاء أسكي شهر-إسطنبول، يصل بين إسطنبول وأنقرة وقد إنهار المشروع بعد خروج قطار عن مساره في 22 يوليو 2004 في إحدى رحلاته وقد طُولب بالاستقالة. وأُعيد تعيينه في نفس الوزارة في 6 تموز 2011 وقد خرج من منصبه في 25 كانون الأول 2013 في تغيير وزاري.
تسببت صورة ظهرت فيها زوجة يلديرم المحجبة منفصلة عنه أثناء غداء عمل في إثارة ضجة في تركيا في 2005، ووُجهت إليه الكثير من تهم التمييز الجنسي. وفي مناسبة أخرى على عدم التحاقه بجامعة بوغازيچي في شببابه لأنه «رأى الفتيان والفتيات يجلسون ويتحدثون معاً في ساحة الجامعة»، ووجد أن الاختلاط بين الجنسين غير مقبول. وكان يلديرم مصدراً لخلافات عديدة عندما تولى وزارة الاتصالات ومنها ما جاء في معرض رده على الانتقادات حول الرقابة الحكومية على خطوط الهاتف، حيث قال: «إذا كنت لا تفعل أي شيء غير قانوني، فلا تقلق من التنصت».
أنجز خلال توليه منصب وزارة النقل والملاحة البحرية في تركيا العديد من المشاريع الاستثمارية والتي تقدر بنحو 85 مليار دولار أمريكي، وكان الإنجاز الأكبر له هو المخاطرة ودخول تحدٍّ في استكمال مشروع العصر ميترو مرمراي الذي يصل القارتين الآسيوية والأوروبية تحت الماء، إضافة إلى نفق أوراسيا للسيارات، علاوةً على جسر السلطان سليم الأول، وجسر خليج إزميت الواصل بين إسطنبول وإزمير.

### رئاسة الوزراء
في يوم 5 مايو عام 2016 أعلن رئيس الوزراء أحمد داوود أوغلو أنه سيترك منصبه كزعيم لحزب العدالة والتنمية ولن يرشح نفسه في الانتخابات لزعامة الحزب. وجاء هذا الإعلان بعد عدة أيام من التكهنات بأن العلاقات بين داود أوغلو وأردوغان قد تدهورت. جزء منها كان يتمحور حول قائمة أسماء أعضاء الحكومة وسحب صلاحيات تعيين رؤساء المدن والمناطق من رئيس الحزب، أي من داوود أغلو والكثير من القضايا الإشكالية مثل قانون الشفافية، وقضية فساد الوزراء وتبيض الأموال.
عقب إعلان استقالة داود أوغلو كان يلدرم الأوفر حظاً لخلافة أوغلو من الآخرين مثل صهر أردوغان ووزير الطاقة بيرات البيرق وفي 19 مايو أصبح يلدرم مرشحاً وحيداً لرئاسة الحزب في الانتخابات التي جرت في المؤتمر العام الاستثنائي الذي عقد في العاصمة التركية أنقرة،
حيث حصل يلدريم على أصوات 1405 مندوباً، من أصل 1411 شاركوا في الانتخاب وبحسب القانون الداخلي لحزب العدالة والتنمية، فإن رئيس الحزب يصبح تلقائيا رئيسا للوزراء.
انظر أيضًا
- سليمان صويلو